# San Juan (La Paz)
Pour les articles homonymes, voir San Juan.
San Juan est une municipalité du Honduras, située dans le département de La Paz. La municipalité est fondée en 1876.

## Source de la traduction
- (es) Cet article est partiellement ou en totalité issu de l’article de Wikipédia en espagnol intitulé « San Juan, La Paz » (voir la liste des auteurs).